# Dreget
Das Dreget (auch Driet, Sammetmesser oder Sammethaken) ist ein zugespitztes, hakenförmiges Messer, das in der traditionellen Handweberei vom Weber verwendet wurde. Es diente dem Aufschneiden und Glättung der Noppen, Schlaufen und Polschlingen eines Samtstoffes nach dem Webvorgang, so dass geschnittener oder gerissener Samt entstand und sich somit die typische Samtoberfläche ergab. Beim Aufschneiden der Noppen wurde das Dreget in der Vertiefung der Rute entlang gezogen.